# 比較歴史社会学
比較歴史社会学（ひかくれきししゃかいがく）は、社会革命、資本主義と国民国家の台頭、民主化、福祉国家の誕生と変容など、社会全体の変容を分析する社会学の一分野である。

## 概要
19世紀末、社会学のヨーロッパにおける創始者たちは皆、資本主義が自分たちの社会にもたらした変化を理解するために、歴史的な説明に目を向けた。階級闘争の成果として歴史を説明しようとしたマルクスから、経済と社会の比較発展に関するヴェーバーの研究、宗教、法、分業の歴史的発展に関するデュルケムの研究に至るまで、歴史的な説明は、社会学にとって重要なものであった。
しかし、こうした初期の歴史的議論は、20世紀半ばの行動革命と統計的手法の爆発的な普及によって影を潜め、この学問は、多数の個々の行為者または単位の研究として再確立された。1960年代から1970年代にかけて、革命と社会変動がますます差し迫った政治的関心事となったときに初めて、多くの学者が再び比較歴史社会学に目を向けた。
この学問の古典はヨーロッパ史に焦点をあてているが、現代の研究者たちは、このアプローチを世界の他の地域にも広げている。現在大きな関心を集めている分野としては、なぜ中国は18世紀に産業革命を経験しなかったのかという問題、経済発展における国家の役割、東ヨーロッパにおける資本主義への移行などがある。稀な出来事の研究には、他の社会学で一般的な方法とは異なる方法が必要だという考え方もあり、それに応じてこの分野では方法論的な議論が活発に行われている。
多くの社会変容の源泉としての国家に大きな関心が集まっているため、このサブフィールドはマクロ政治社会学とかなり重なり合っているが、比較歴史学者は政治の領域を超えた社会的・経済的変化のプロセスにも関心を寄せている。